# Greta Gaard
Greta Jo Gaard (Hollywood, California, 1960) es una escritora, académica, activista, y documentalista ecofeminista estadounidense. El trabajo académico de Gaard en los ámbitos de la ecocrítica y la ecocomposición es ampliamente citado por los estudiosos de las disciplinas de composición y crítica literaria.  
Su trabajo teórico extiende el pensamiento ecofeminista a teoría queer, ecología queer, vegetarianismo, y liberación animal; habiendo sido influyente dentro de los estudios de la mujer. Como cofundadora del Partido Verde de Minesota, Gaard documentó la transición del movimiento verde de EE. UU. hacia el Partido Verde de los Estados Unidos en su libro, Ecological Politics. Actualmente es profesora de filología inglesa en la  Universidad de Wisconsin-River Falls en la ciudad de River Falls (Wisconsin); y, un miembro de la Facultad comunitaria en Estudios de la Mujer, de la Universidad Metropolitana Estatal,  Twin Cities.

## Ecocrítica y ecocomposición
Gaard ha desarrollado aplicaciones de la teoría ecofeminista, tanto a la crítica literaria como a la instrucción de la composición, contribuyendo así con ideas feministas a los campos emergentes del ecocrítica y la ecocomposición.
Hay amplias citas, a las contribuciones de Gaard, sobre la ecocomposición, en relación con sus enfoques teóricos y prácticos. Gaard sostiene las aplicaciones activistas de la teoría académica, afirmando que "en su forma más inclusiva, la ecocomposición tiene el potencial de abordar cuestiones sociales como el feminismo, la ética ambiental, el multiculturalismo, la política y la economía, al examinar cuestiones de forma y estilo, audiencia y argumentación, y fuentes y documentación confiables.

## Teoría ecofeminista
Gaard, una de las ecofeministas más influyentes, Gaard ha ampliado la teoría ecofeminista mediante el mapeo de vínculos con la teoría queer y con la compilación de ideas ecofeministas sobre vegetarianismo y liberación animal.
Numerosos estudiosos han recurrido a esos ensayos para formular sus teorías. En la antología de Gaard, en 1993: Ecofeminism: Women, Animals, Nature, también introdujo nuevas intersecciones teóricas; y, como señala en su introducción: 

... "en las tres antologías publicadas en el momento de escribir este artículo, el ecofeminismo no ha logrado ubicar a los animales como el centro de cualquier discusión sobre ética con respecto a las mujeres y la naturaleza".

 Gaard continuó esa antología con una revisión de 2003, del pensamiento ecofeminista vegetariano.

## Política ecológica
Como activista, Gaard participó en el movimiento verde por más de una década. En 1993, fue una de las fundadoras del Partido Verde de Minnessota. En 1994, documentó la participación ecofeminista en los Verdes, en el video documental, Thinking Green:  Ecofeminists and the Greens (Pensando en verde: los ecofeministas y los Verdes). En el texto de Gaard, de 1998, Ecological Politics: Ecofeminists and the Greens, se basa en entrevistas con decenas de participantes para contar la historia de la polémica transición del Movimiento Verde, hacia un partido político nacional desde múltiples perspectivas.

## Otras lecturas
Gaard también ha publicado ficción, poesía y no ficción creativa, así como ensayos críticos en publicaciones no académicas. Su libro de 2007 (reeditado en 2018) "The Nature of Home", recopila varias obras de no ficción creativa centradas en la cuestión de las conexiones ecológicas con y dentro de los lugares. También Gaard fue miembro de la hoy inactiva "Feminists for Animal Rights", publicando algunos ensayos en la revista FAR.

## Obra

### Algunas publicaciones

#### Libros
- "Greta+Gaard"&hl=es-419&sa=X&ved=0ahUKEwiW2JnLivrgAhUUAtQKHRD7B8QQ6AEINzAC#v=onepage&q&f=false Critical Ecofeminism. Ecocritical Theory and Practice. Ed. Lexington Books, 252 p. 2017. ISBN 1498533590, ISBN 9781498533591

- International Perspectives in Feminist Ecocriticism. Routledge Interdisciplinary Perspectives on Literature. Eds. Greta Gaard, Simon C. Estok, Serpil Oppermann. Ed. ilustrada de Routledge, 290 p. 2013 ISBN 1134079664, ISBN 9781134079667

- Ecofeminism. Ethics And Action. Ed. Temple University Press, 304 p. 2010 ISBN 1439905487, ISBN 9781439905487

- The Nature of Home:  Taking Root in a Place.' University of Arizona Press, 2007; 2ª ed. 2018. ISBN 0816538719, ISBN 9780816538713

- Ecological Politics: Ecofeminists and the Greens. Temple University Press, 337 p. 1998. ISBN 1439903980, ISBN 9781439903988

- Ecofeminist Literary Criticism (editora, con Patrick Murphy). University of Illinois Press, 1998.

- Ecofeminism: Women, Animals, Nature (ed.) Philadelphia: Temple University Press, 1993.

#### Capítulos
- "Ecofeminism and Animals."  pp. 647–53 in Encyclopedia of Animals and Humans, ed. Marc Bekoff, v. 2. Westport, Connecticut: Greenwood Publishing Group, 2007.

- "Toward a Queer Ecofeminism."  pp. 21–44. In New Perspectives on Environmental Justice, Gender, Sexuality, and Activism. Ed. Rachel Stein. New Jersey:  Rutgers University Press, 2004.

- "Ecofeminism and EcoComposition."  pp. 163–178. In Ecocomposition:  Theoretical and Practical Approaches. Ed. Sid Dobrin and Christian Weisser. Albany:  State University of New York Press, 2001.

- "Identity Politics as a Comparative Poetics." pp. 230–43. In Borderwork: Feminist Engagements with Comparative Literature. Ed. Margaret Higonnet. Ithaca: Cornell University Press, 1994.

#### Artículos revisados por pares
- Ecofeminism Revisited: Rejecting Essentialism and Replacing Species in a Material Feminist Environmentalism Feminist Formations 23:2 (2011): 26-53.

- «New Directions For Ecofeminism:  Toward a More Feminist Ecocriticism». ISLE. 17:4. 2010. pp. 643-665. Archivado desde el original el 1 de julio de 2015. Consultado el 11 de marzo de 2019.

- "Reproductive Technology, or Reproductive Justice?  An Ecofeminist, Environmental Justice Perspective on the Rhetoric of Choice."  Ethics & the Environment 15:2 (otoño de 2010):103-129.

- "Toward an Ecopedagogy of Children's Environmental Literature." Green Theory and Praxis: The Journal of Ecopedagogy 4:2 (2008): 11-24.

- "Vegetarian Ecofeminism: A Review Essay." Frontiers 23:3(2003):117-146.
- "Ecofeminism on the Wing: Perspectives on Human-Animal Relations."  Women & Environments 52/53 (otoño de 2001):19-22.

- "Women, Water, Energy:  An Ecofeminist Approach."  Organization & Environment 14:2 (June 2001):157-172.

- "Tools for a Cross-Cultural Feminist Ethics: Ethical Contexts and Contents in the Makah Whale Hunt." Hypatia 16.1 (invierno de 2001):1-26.

- "Strategies for a Cross-Cultural Ecofeminist Ethics:  Interrogating Tradition, Preserving Nature in Linda Hogan's Power and Alice Walker's Possessing the Secret of Joy."  The Bucknell Review 44:1 (marzo de 2000):82-101.

- "Toward a Queer Ecofeminism." Hypatia 12:1 (invierno de 1997):114-37.

- "Ecofeminism and Wilderness." Environmental Ethics 19:1 (primavera de 1997):5-24.

- "Hiking Without a Map:  Reflections on Teaching Ecofeminist Literary Criticism." Interdisciplinary Studies in Literature and Environment 3:1(otoño de 1996):155-82.

- "Ecofeminism:  Toward Global Justice and Planetary Health." (con Lori Gruen) Democracy & Nature  2:1 (1993):1-35.

#### No ficción creativa
- "Queer by Nature."  pp. 147–57 in Love, West Hollywood. Ed. James Berg and Chris Freeman.  Alyson Publications, 2008.

- "Explosion." Ethics & Environment 8:2 (invierno de 2003):71-79.

- "Family of Origin, Family of Land." ISLE: Interdisciplinary Studies in Literature and Environment 8:2 (verano de 2001):237-51.
- "Ecofeminism and Home." IRIS: A Journal about Women 37 (primavera/verano de 1998):62-67.

#### Otras publicaciones
- "Milking Mother Nature:  An Ecofeminist Critique of rBGH."  The Ecologist 24:6 (noviembre/diciembre de 1994):1-2.

- "Misunderstanding Ecofeminism." Z Papers 3:1 (enero–marzo de 1994):20-24.

### Video documentales
- "River Farm, An Intentional Community."  9:00 min (1998)

- "Ecofeminism Now!"  37:00 min (1996).  disponible en https://www.youtube.com/watch?v=BTbLZrwqZ2M

- "Thinking Green: Ecofeminists and the Greens." 35:00 min (1994) disponible en https://www.youtube.com/watch?v=zAowuSt8AHk

- "Building Green Communities." 26:00 min (1993).

- "We, The People:  The 1993 March on Washington for Gay, Lesbian, and Bi  Equal Rights."